# Mabeleapudi
Mabeleapudi est une ville botswanaise d'environ deux mille habitants, située dans le District central, dans l'Est du pays.